# Escuela budista del Tiantai

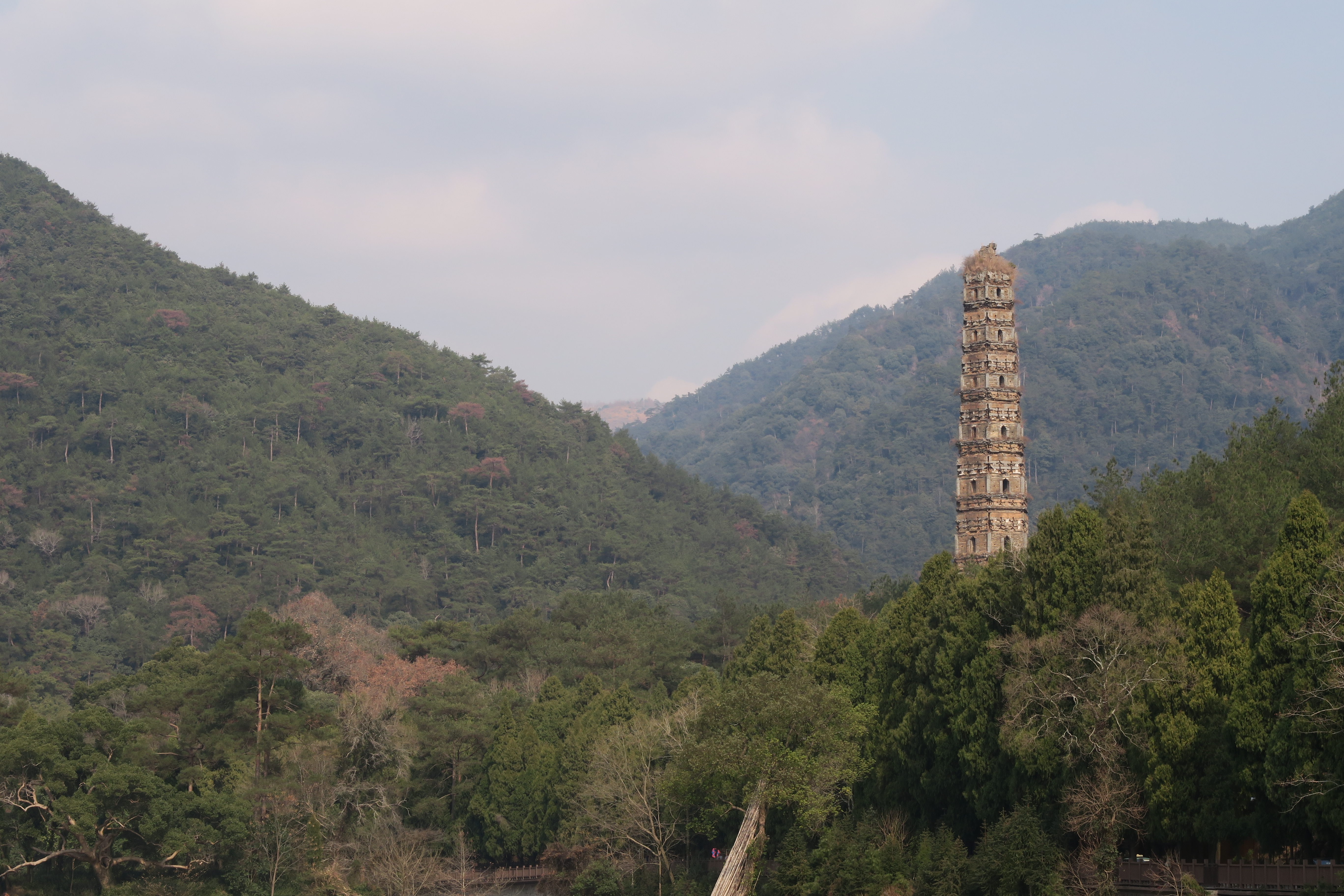
Imagen de una pagoda del templo Guoqing, en la cordillera de Tiantai

La escuela Tiantai (en chino: 天台宗, en pinyin Tiāntáizong; en japonés: Tendaishū) es una escuela budista de la tradición Mahāyāna que se desarrolló en China durante el siglo VI. El budismo Tiantai enfatiza la doctrina del "único vehículo" (ekayāna), derivada del Sutra del Loto, así como la filosofía del patriarca Zhiyi (538–597 d. C.). Brook Ziporyn, profesor de religión y filosofía china antigua y medieval, afirma que el budismo Tiantai es "el primer intento de una reelaboración completamente sinítica de la tradición budista india." Según Paul Swanson, erudito en estudios budistas, el budismo Tiantai llegó a convertirse en "una de las tradiciones budistas más influyentes en China y Japón."
El Tiantai también es conocido como la escuela de la flor del Dharma (天台法華宗), debido a su énfasis en el Sutra del Loto, cuyo título en chino se traduce como Dharma Sutil de la Flor de Loto. Durante la dinastía Sui (581–618), la escuela Tiantai se convirtió en una de las principales escuelas del budismo chino, con numerosos templos apoyados por emperadores. La influencia de la escuela disminuyó y fue revivida nuevamente durante la dinastía Tang por figuras como Miaole Zhanran (711–782), experimentando un segundo periodo de resurgimiento durante la dinastía Song. El Tiantai chino sigue siendo una tradición viva hasta el día de hoy, siendo especialmente fuerte en Hong Kong y la provincia de Zhejiang. 

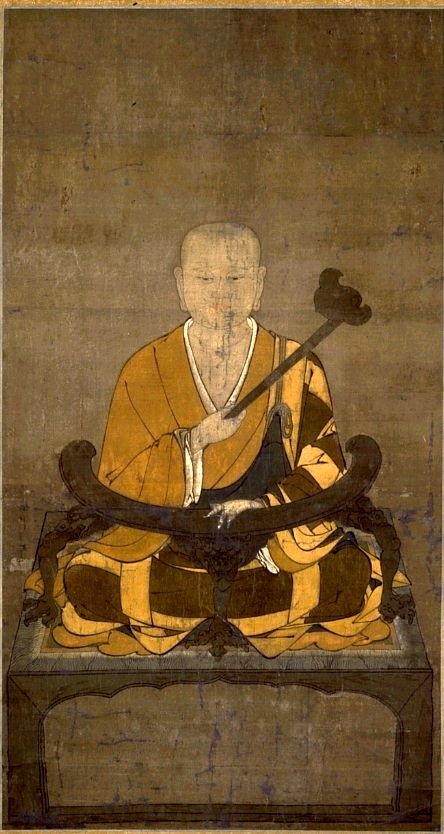
Tiantai Zhiyi

La escuela Tiantai enfatiza varias doctrinas clave, incluyendo la Triple Verdad, las Cuatro Enseñanzas, y la doctrina de "Tres Mil Reinos en un Solo Pensamiento". La Triple Verdad —vacuidad, existencia provisional y el camino medio— refleja la percepción central del Tiantai, derivada del Madhyamaka de Nāgārjuna. Zhiyi interpretó esto como una visión integrada en la que los fenómenos son simultáneamente vacíos, existen convencionalmente y, en última instancia, están más allá de los conceptos dualistas. Estas enseñanzas en conjunto enfatizan una visión holística de la realidad en la que se trascienden todas las distinciones. La filosofía Tiantai también subraya la interconexión de todos los fenómenos, expresada en el concepto de "Tres Mil Reinos en un Solo Momento de Pensamiento", una forma de holismo donde cada pensamiento contiene todos los aspectos de la existencia. Esta doctrina refleja una visión de la realidad en la que las distinciones entre el Buda y los seres ordinarios, o entre el sujeto y el objeto, se unifican. Tiantai también destaca la enseñanza del "Solo Vehículo" del Sutra del Loto, que afirma que todas las enseñanzas budistas finalmente conducen a la budeidad. Aunque el Tiantai reconoce las diferencias relativas entre las enseñanzas, en última instancia afirma su unidad como expresiones de una única realidad que todo lo abarca.
La escuela japonesa Tendai también es una tradición influyente que se separó del Tiantai durante el siglo IX y desempeñó un papel importante en el desarrollo del budismo japonés. Una rama coreana, la escuela Cheontae, también se estableció durante el siglo XII. Además, el Tiantai (y sus ramas) fueron muy influyentes en el desarrollo de otras formas de budismo en el este de Asia, como el budismo Chan (Zen) y la Tierra Pura.

## Historia

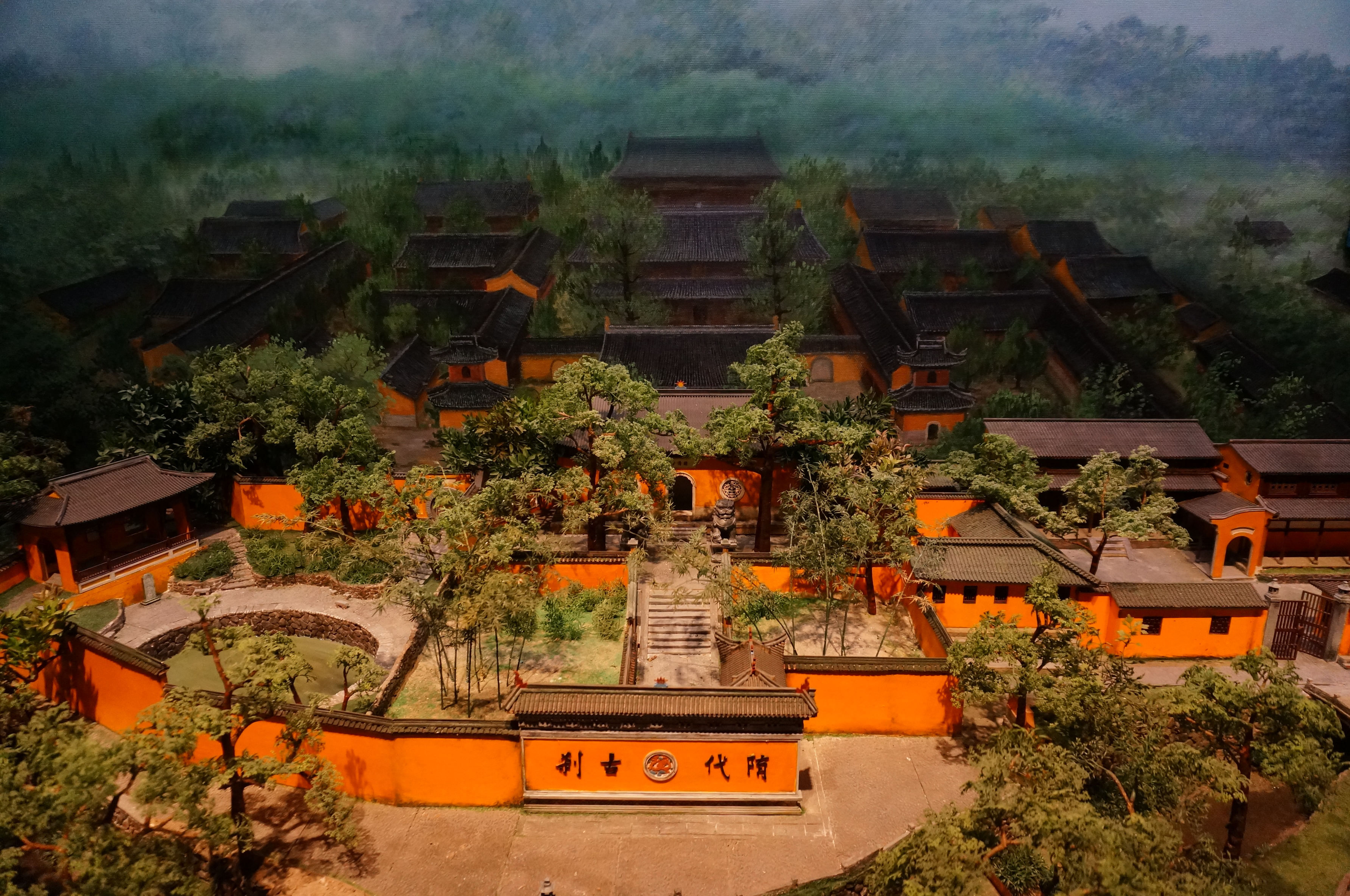
Maqueta del templo Guoqing, hogar de Tiantai.

En general, se considera que las escuelas de budismo que existieron en China antes del surgimiento de Tiantai representaban trasplantes directos desde la India. Sin embargo, Tiantai en china floreció como una escuela budista nativa bajo el cuarto patriarca, Zhiyi, quien desarrolló un sistema original. Después de Zhiyi, las figuras más influyentes en la tradición china fueron Zhanran (en la dinastía Tang) y Zhili (en la dinastía Song), quienes expandieron las enseñanzas de Zhiyi y defendieron la tradición ortodoxa.
La tradición Tiantai enfatizó tanto el estudio escritural como la práctica meditativa, y enseñó un conjunto inclusivo de prácticas budistas, que iban desde la meditación śamatha-vipaśyanā, hasta los rituales de arrepentimiento y la práctica de la Tierra Pura.

### Figuras tempranas
El filósofo budista indio Nāgārjuna es tradicionalmente considerado el primer patriarca de la escuela Tiantai. Obras Madhyamaka asociadas con Nāgārjuna, como el Chung lun (Madhyamakaśāstra; Taishō 1564) y el Dà zhìdù lùn (T. no. 1509) son fuentes importantes para la escuela Tiantai.
El maestro de meditación (dhyāna) Huiwen (en chino, 慧文) del siglo VI es considerado tradicionalmente como el segundo patriarca de Tiantai. Estudiando y meditando sobre las obras de Nāgārjuna, Huiwen habría despertado al profundo significado de la enseñanza de Nāgārjuna sobre el camino medio, según la tradición Tiantai. Posteriormente, Huiwen transmitió sus enseñanzas al maestro Chan Nanyue Huisi (en chino, 南嶽慧思, 515-577), tradicionalmente considerado el tercer patriarca. Durante la meditación, se dice Nanyue que realizó el "Samādhi del Loto", indicando la iluminación y budeidad. Nanyue es el autor del Ta Ch'eng Chih Kuan (Mahāyāna-śamatha-vipaśyanā).
Huisi transmitió luego sus enseñanzas a Zhiyi (智顗, 538-597), tradicionalmente considerado como el cuarto patriarca de Tiantai, quien, se afirma, practicó el Samādhi del Loto y alcanzó la iluminación sobre el significado del Sutra del Loto. Esta línea de transmisión fue propuesta por budistas de épocas posteriores.

### Zhiyi

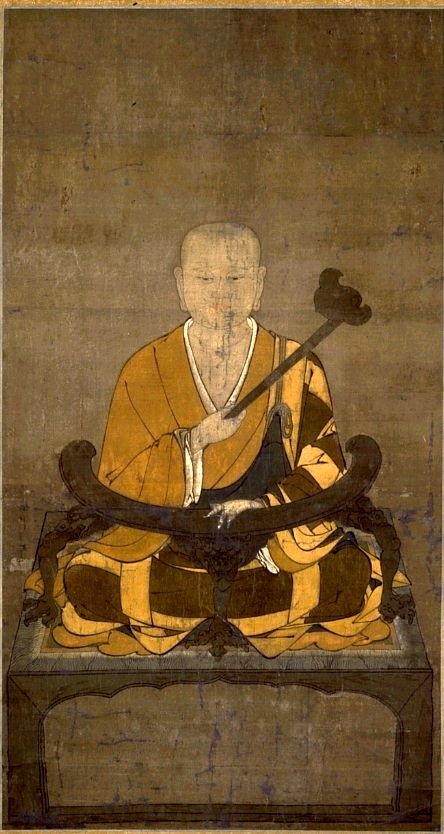
Śramaṇa Zhiyi

Académicos como Paul L. Swanson consideran a Zhiyi (chino: 智顗, 538–597 EC) como el principal fundador de la escuela Tiantai, así como uno de los mayores filósofos budistas chinos. Fue el primero en sistematizar y popularizar la compleja síntesis de la doctrina Tiantai como una tradición original. Zhiyi y sus discípulos directos autorizaron numerosas obras que explican los métodos fundamentales de cultivo de la tradición Tiantai (como los Cuatro Samādhis y el Ritual de Arrepentimiento del Loto).
Zhiyi analizó y organizó todas las enseñanzas budistas en un sistema comprensivo de estudio y práctica. Utilizó el Sutra del Loto y su enseñanza sobre el Vehículo Único y los medios hábiles como fundamento para este sistema. Su clasificación culmina en el Sutra del Loto (y el Sutra del Nirvāṇa), que consideraba como las enseñanzas más completas. Entre otras innovaciones, elaboró una doctrina única de la triple verdad (en contraposición a las "dos verdades") junto con un nuevo sistema de meditación y cultivo budista (expresado en su Mohe Zhiguan).  El legado de Zhiyi también debe mucho a su discípulo Guanding, quien compiló las "tres principales obras" del maestro después de su muerte.
Zhiyi pasó gran parte de su tiempo en el Monte Tiantai (en la provincia de Zhejiang), que se convirtió en un centro principal de la tradición. "Tiantai" en chino moderno simplificado significa "plataforma celestial". Sin embargo, de acuerdo con fuentes tradicionales chinas como Zhanran, el término tai se refiere a tres estrellas en una constelación (llamada Santai, "Tres Niveles") situada justo debajo de la Osa Mayor.  Otros dos centros clave de la tradición temprana fueron el monasterio Yu-Ch'uan en Hubei (fundado por el propio Zhiyi), donde predicó el Mohe Zhiguan y el Sentido Profundo del Sutra del Loto, y la región de Chang'an, incluyendo el Monte Wutai.
Zhiyi y los demás maestros Tiantai de la era Sui que lo sucedieron escribieron también numerosas obras sobre otros sutras como el Nirvāṇa, el Vimalakīrti y los sutras de la Tierra Pura. La doctrina Tiantai de Zhiyi proporcionó un sistema flexible que podía adaptarse a diversas prácticas y enseñanzas budistas. La escuela Tiantai de Zhiyi recibió un considerable apoyo imperial durante la dinastía Sui, y debido a ello, se convirtió en la escuela budista más grande al inicio de la dinastía Tang, lo que también le ocasionó perjuicios debido a su estrecha relación con la casa Sui.

### La Era Tang y Zhanran

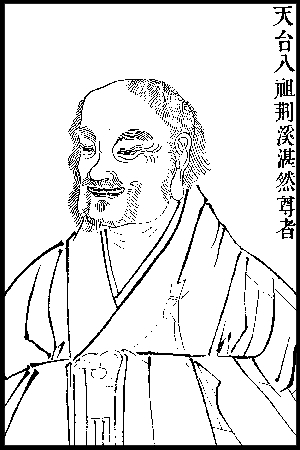
Ilustración de Zhanran

Tras las generaciones de Zhiyi y su discípulo Guanding, la escuela Tiantai fue eclipsada temporalmente por escuelas más recientes, como la Yogācāra de Asia Oriental y la escuela Huayan, hasta que el sexto patriarca, Jingxi Zhanran (711–782), revivió la escuela y defendió su doctrina frente a estas escuelas rivales.
Durante la dinastía Tang (618–907), Zhanran (711–782) fue un gran maestro y exegeta que escribió tres importantes comentarios sobre las obras de Zhiyi e instruyó a numerosos monjes influyentes. Sus obras defendieron la unidad del estudio y la práctica de Tiantai frente a diversas facciones rivales. Los debates de la era Tang entre la escuela Faxiang y Tiantai respecto a la noción de la Budeidad universal fueron particularmente intensos. La escuela Faxiang sostenía que los diferentes seres poseían naturalezas distintas y, por tanto, alcanzarían distintos estados de iluminación, mientras que la escuela Tiantai defendía la enseñanza del Sutra del Loto que todos los seres tienen la capacidad a la budeidad.
La concepción de la naturaleza de Buda de Zhanran fue ampliada en su obra Jingangpi (Escalpelo de Diamante), que constituye la fuente clave para la doctrina de "la naturaleza de Buda de los seres insensibles". Esta influyente doctrina sostenía que, dado que la naturaleza de Buda es omnipresente, incluso los objetos insensibles, como las montañas, los sonidos y los aromas, poseen naturaleza de Buda. Así, según Zhanran, "cada brizna de hierba, árbol, guijarro y partícula de polvo está perfectamente dotada de naturaleza de Buda".  Zhanran también enfatizó la importancia de las escrituras (especialmente el Mohe Zhiguan), considerándolas capaces de transmitir la línea de sucesión Tiantai, en contraste con las concepciones influidas por el Chan que veían la transmisión como realizada "de mente a mente", al margen de las escrituras.
La era Tang fue también un periodo de creciente sincretismo dentro de la tradición Tiantai. Un ejemplo de esta tendencia es la síntesis de las enseñanzas Tiantai con el budismo esotérico chino enseñado por Yi Xing (682–727) y sus seguidores.  Los monjes Tiantai también se convirtieron en figuras clave dentro del Budismo de la Tierra Pura en China durante el Tang. Algunos de los principales representantes de la Tierra Pura afiliados a Tiantai incluyen a Chengyuan (712–802) y a Fazhao (fl. 766).  Los autores Tiantai también redactaron al menos cinco obras sobre la Tierra Pura durante el Tang que fueron atribuidas a Zhiyi, incluyendo el Guan-jing-shu (un comentario al Sutra de la Contemplación) y el Jingtu shiyilun (Discurso sobre diez dudas acerca de la Tierra Pura, T.1961).
Durante este último periodo Tang, las influencias Huayan y Chan se volvieron cada vez más prominentes en algunas líneas Tiantai. El discípulo de Zhanran y séptimo patriarca Daosui (796–805), junto con otras figuras como Zhiyuan (768–844) y Daochang Ningfen, son vistos como ejemplos de estas influencias. Daosui es importante porque fue el maestro principal de Saichō, el fundador de la tradición Tiantai en Japón (conocida en japonés como Tendai). Otros sincretistas Tiantai incluyen a Deshao (881–972), quien estuvo asociado con la rama Fayan del Chan. Su discípulo Yongming Yanshou (904–975) intentó unificar las enseñanzas Tiantai, Huayan y Yogācāra bajo una forma de idealismo influido por Zongmi, enfatizando lo que él denominaba "una mente pura e informe".
Zhanran es una figura colosal para la tradición Tiantai posterior. Sus comentarios fueron una de las pocas fuentes del periodo Tang que sobrevivieron hasta la dinastía Song, donde se convirtieron en las obras exegéticas ortodoxas de la tradición Tiantai en su intento de reconstrucción tras el caos del Tang tardío.  Sin embargo, la influencia de Zhanran durante el Tang no debe ser sobrestimada. Donner y Stevenson señalan que Tiantai fue una tradición diversa desde sus comienzos, con múltiples tradiciones y linajes en distintas regiones absorbiendo diferentes influencias (Chan, Huayan, la Tierra Pura de Shandao y el esoterismo Tang de Amoghavajra). Escriben: "tal diversidad sugiere que deberíamos hablar en plural cuando nos referimos a la tradición Tiantai del siglo VIII, siendo el campo particular de Zhanran solo uno entre varias líneas semiautónomas".

### Revitalización durante la dinastía Song

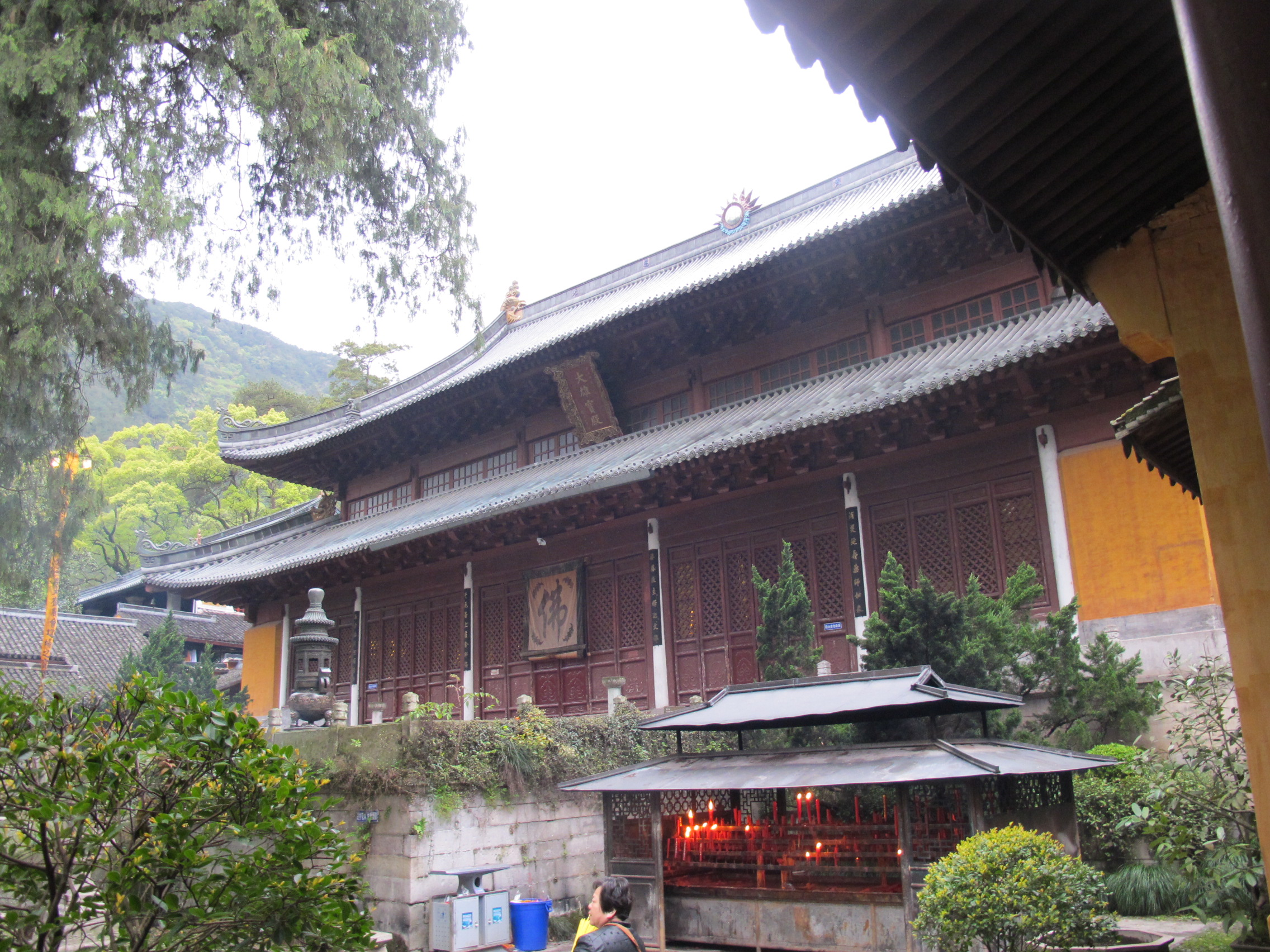
Templo Guoqing

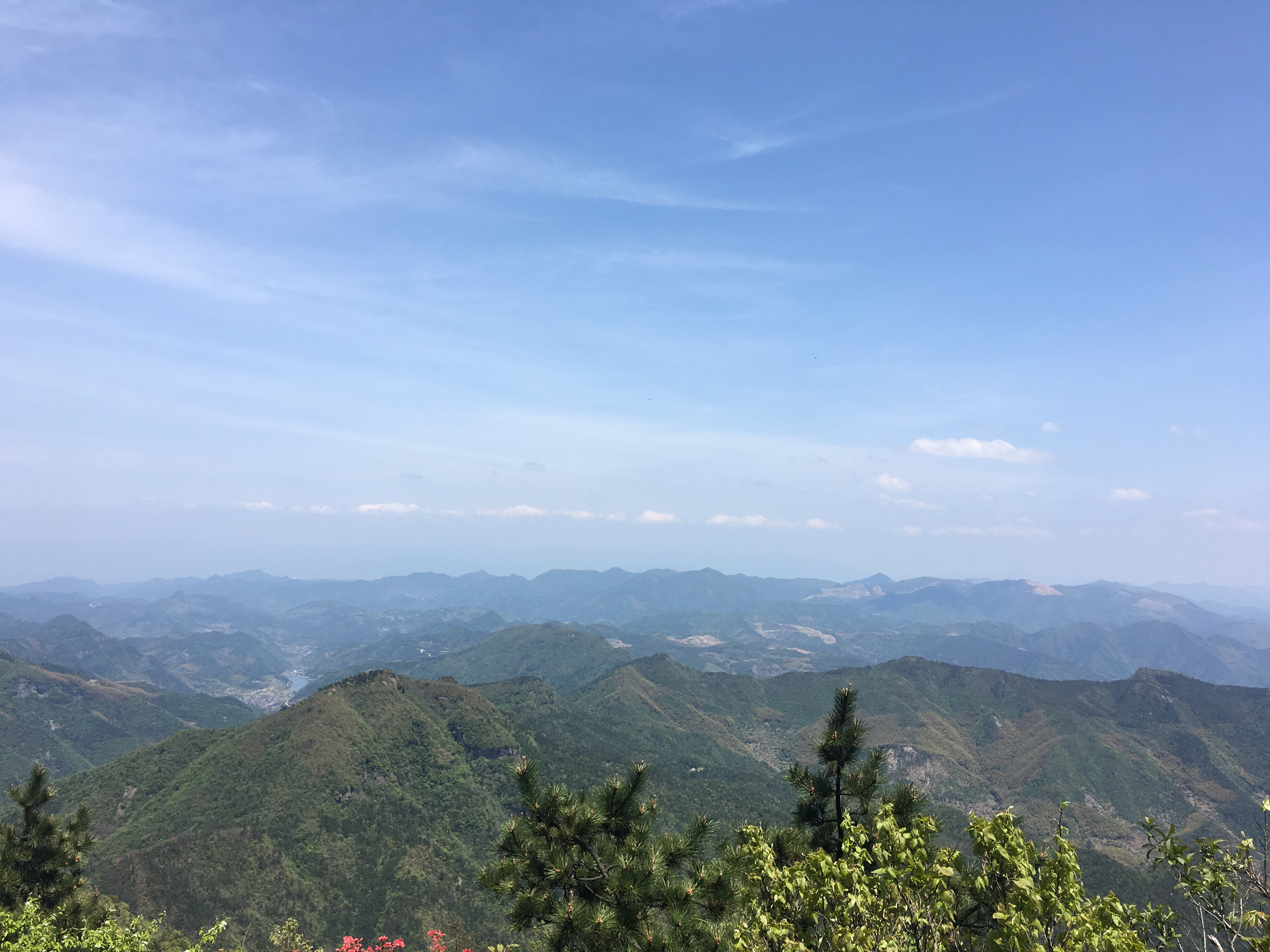
Panorama del Monte Tiantai

La dinastía Song (960–1279) presenció esfuerzos por revivir la escuela Tiantai tras los daños sufridos durante la Gran Persecución Antibudista y la subsiguiente rebelión de Huang Chao, mediante la importación de muchas obras Tiantai perdidas desde el extranjero y su reintegración en la tradición china debilitada.
Para el comienzo de la dinastía Song, el creciente sincretismo dentro de la tradición Tiantai culminó en un famoso debate conocido como el debate entra la facción "de la montaña de origen" (shanjia) frente a la facción "fuera de la montaña" (shanwai). Los partidarios de shanwai, como fueron posteriormente denominados de forma polémica, apoyaban la importación de doctrinas Huayan-Chan (como la "mente pura única") dentro de Tiantai, alegando que eran doctrinas originalmente Tiantai y plenamente compatibles con las enseñanzas de Zhiyi. Los partidarios de la "montaña de origen" veían la perspectiva original de Tiantai como distinta y superior a esta nueva visión influida por Huayan y Chan, especialmente las obras de Zongmi.
La revitalización de la era Song comenzó en la provincia de Zhejiang, que se convirtió en un importante centro Tiantai gracias al monje coreano Yitong (coreano: Uitong, 佑忂, 927–988), quien residió en Ningbo tras haber estudiado con el maestro Xiji (919–987) en el Monte Tiantai. Sus dos principales discípulos, Zhili y Zunshi, fueron responsables de la revitalización Tiantai. La figura más eminente de este periodo fue el Patriarca Siming Zhili (960–1028), quien escribió diversos comentarios sobre las obras de Zhiyi y defendió la visión de la "montaña de origen". Las principales críticas de Zhili incluyeron el ataque a la incapacidad del Chan de comprender la necesidad del uso de las palabras y el estudio de las escrituras como parte de la práctica budista, así como la crítica a la visión idealista de la naturaleza de Buda como una mente pura, argumentando en cambio que las "tres verdades" enseñadas por Zhiyi constituyen la realidad última. Para Zhili, la mente o conciencia no posee un estatus especial en relación con otros tipos de fenómenos, tales como la materia física, y por tanto, todos los dharmas son metafísicamente iguales.
Con el tiempo, la visión de la "montaña de origen" de Zhili resultó ser la más influyente, y sus obras pasaron a formar parte del canon ortodoxo de Tiantai durante la dinastía Song. Ciyun Zunshi (964–1032) fue otra figura importante en esta segunda revitalización de Tiantai. Su obra se centró en la promoción de rituales para laicos budistas y en trabajar para convertir a la población, alejándola del uso de sangre, carne y alcohol en ritos funerarios y ancestrales. Ciyun también promovió la práctica de adoptar a las deidades y espíritus locales chinos dentro de la religión budista como "vasallos" o "retentores" y promovió intensamente los rituales de arrepentimiento. Otra figura clave de Tiantai en la era Song fue Chegwan (?–971), un monje coreano que escribió una importante introducción al pensamiento Tiantai, Guía de las Cuatro Enseñanzas de Tiantai. Gracias a los esfuerzos de estas figuras de la era Song, la escuela Tiantai se convirtió en una de las formas dominantes del budismo durante la dinastía Song, junto con el Chan.

#### Tiantai de la era Song y la Tierra Pura
Zhili y Zunshi, junto con Shengchang (959–1020), también estuvieron asociados con la popularización de las prácticas de la Tierra Pura, los rituales y la fundación de sociedades laicas de la Tierra Pura (llamadas sociedades del loto, lianshe). De hecho, según Getz, el renacimiento de Tiantai en la era Song estuvo estrechamente relacionado con el crecimiento de las Sociedades del Loto de Tiantai, enfocadas en la práctica de la Tierra Pura. Otro importante autor Tiantai de la Tierra Pura fue Zongxiao (1151–1214), autor de la Lebang Wenlei, una antología sobre la Tierra Pura. Muchos de estos maestros Tiantai también redactaron tratados y comentarios sobre la Tierra Pura. Las nuevas sociedades de la Tierra Pura de Tiantai influyeron en la creación de muchas sociedades similares por figuras posteriores. Asimismo, se convirtieron en modelos para sociedades similares formadas por monjes de la escuela Vinaya, como Yuanzhao. El monje Tiantai Mao Ziyuan (¿1096?–1166) llevó esta idea un paso más allá al establecer lo que llegó a conocerse como la "Sociedad del Loto Blanco", la cual permitía la participación conjunta de hombres y mujeres, e incluso facultaba a miembros del clero casado para predicar y encargarse de los salones de arrepentimiento de la sociedad.
La relación de Tiantai con las nuevas sociedades de la Tierra Pura estuvo marcada tanto por la influencia como por la tensión. La proliferación de sociedades independientes de la Tierra Pura, particularmente grupos laicos como el Loto Blanco, desafió la autoridad de la escuela y provocó una revaluación de su relación con la práctica de la Tierra Pura. Dos factores significativos contribuyeron a esta revaluación: la aparición de grupos de la Tierra Pura no afiliados a Tiantai y los debates internos sobre la doctrina y práctica del budismo Tierra Pura. Esta tensión se evidencia en la Lebang Wenlei de Zongxiao, que traza un linaje de la Tierra Pura fuera del budismo Tiantai. Esto reconocía la creciente independencia de las sociedades de la Tierra Pura, que eran vistas cada vez más como comunidades religiosas válidas por derecho propio. Sin embargo, este patriarcado dirigido por monjes fue también un esfuerzo estratégico para mantener la influencia monástica sobre movimientos laicos que amenazaban la autoridad del establecimiento tradicional.
Los desacuerdos doctrinales dentro de la escuela Tiantai complicaron aún más su relación con el budismo Tierra Pura. Figuras como Siming Zhili procuraron integrar las enseñanzas Tierra Pura con las prácticas de meditación de Tiantai, enfatizando la contemplación de la mente en lugar de la invocación del nombre de Amitābha (nianfo) o la visualización de la Tierra Pura. Mientras algunos, como Tao-yin y Tao-ch'en, defendieron este enfoque, otros como Yu-yen y Tse-ying lo rechazaron, favoreciendo las prácticas tradicionales de Tierra Pura centradas en la invocación y visualización. El Lebang Wenlei de Zongxiao refleja esta diversidad de perspectivas respecto a la práctica de budismo Tierra Pura. En lugar de sintetizar estos enfoques conflictivos, Zongxiao presentó los diversos puntos de vista lado a lado, reconociendo la evolución de la identidad distinta de la Tierra Pura. El escritor Zhipan posteriormente reforzó esta visión en su Historia integral de los Budas y Patriarcas, donde trató al budismo Tierra Pura como una tradición separada en lugar de integrarla plenamente dentro de la ortodoxia Tiantai.

### Dinastías Yuan, Ming y Qing

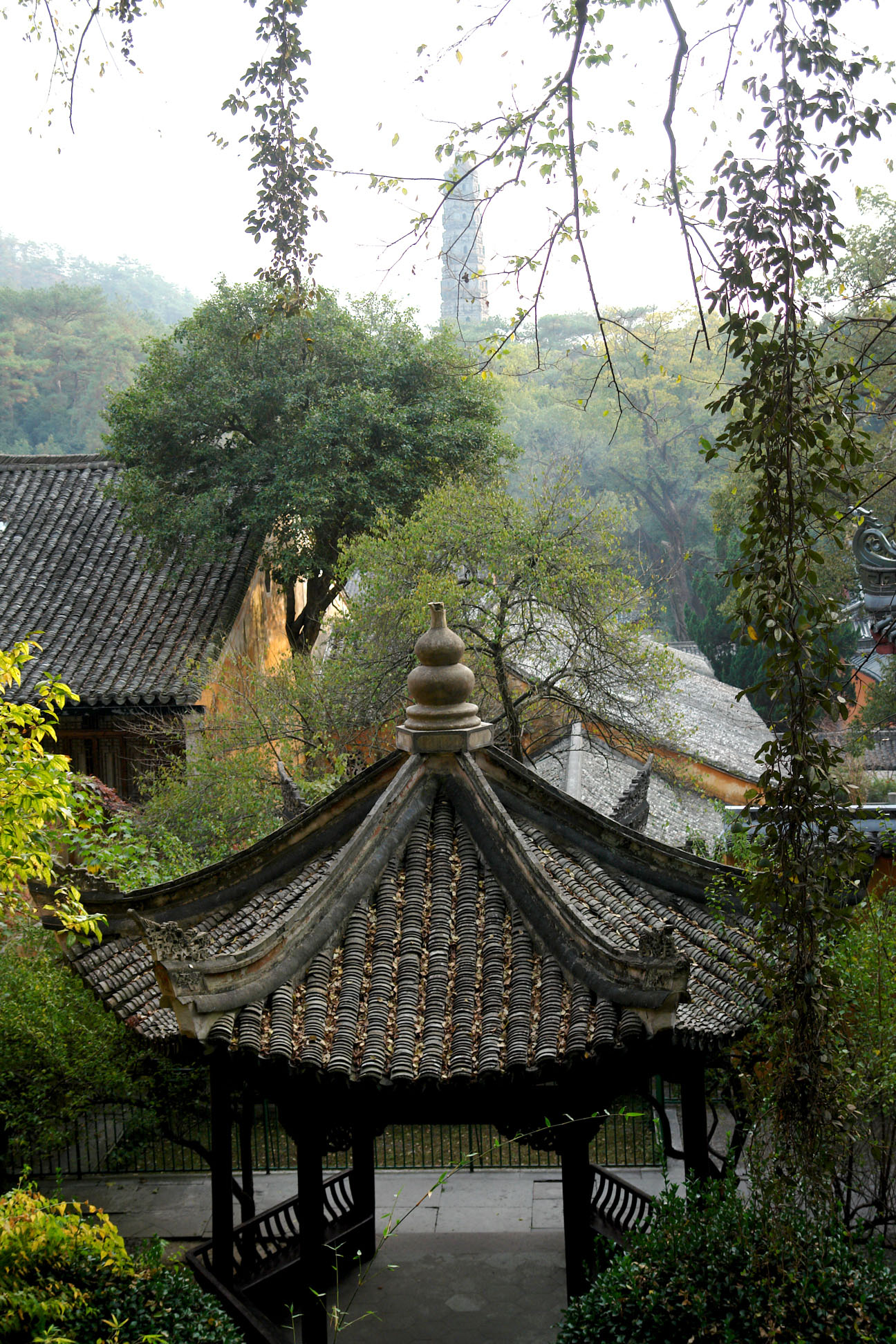
El templo Guoqing en el monte Tiantai, construido originalmente en 598 durante la dinastía Sui y renovado durante el reinado del emperador Yongzheng de la dinastía Qing (r. 1722–35).

La derrota de la dinastía Song supuso un golpe grave para Tiantai, que sufrió otro retroceso durante la dinastía Yuan, que apoyó al budismo tibetano. Además, durante la época Yuan, el budismo Chan continuó creciendo en popularidad mientras atacaba la legitimidad de otras escuelas. Este período vio al maestro Tiantai Huxi Huaize (虎谿懷則 fl. 1310) redactar su tratado polémico Registro de la transmisión del sello mental del Buda en Tiantai como un esfuerzo por defender la tradición Tiantai frente a las críticas del Chan.
La dinastía Ming (1368–1644) presenció nuevos renacimientos religiosos entre las principales escuelas budistas chinas, incluido Tiantai, especialmente bajo el reinado del emperador Wanli, favorable al budismo. Las figuras clave del renacimiento del budismo Tiantai durante la dinastía Ming fueron Baisong Zhenjue (百松真觉, 1538–1589) y Youxi Chuandeng (幽溪传灯, 1554–1628). Ambos fueron monjes Chan que se convirtieron al Tiantai e intentaron revivir la tradición. Estas figuras escribieron nuevas obras, ofrecieron extensas conferencias y publicaron gaceteros. También comentaron sobre el Śūraṅgama Sutra, el sutra más popular de la época, desde una perspectiva Tiantai. Sus discípulos revivieron monasterios ancestrales de Tiantai como Gaoming y Ayuwang. Chuandeng redactó una obra titulada Sobre la naturaleza que incluye el bien y el mal, que expone sus ideas sobre la clasificación doctrinal, el principio de la inclusión de la naturaleza y la práctica de la "puerta del Dharma de la maldad inherente", intentando armonizarlas con el confucianismo y el pensamiento del Sutra de Śūraṃgama.
Another important figure during the late Ming was Ouyi Zhixu (1599–1655), one of the Four Eminent Monks of the Wanli Era. Ouyi wrote numerous works which draw heavily on Tiantai thought, and became known as major defender of Tiantai and Pure Land Buddhism during this period.
Durante la dinastía Qing, Tianxi Shoudeng (1607–1675) fue uno de los maestros y exégetas más influyentes de Tiantai.

### Era moderna

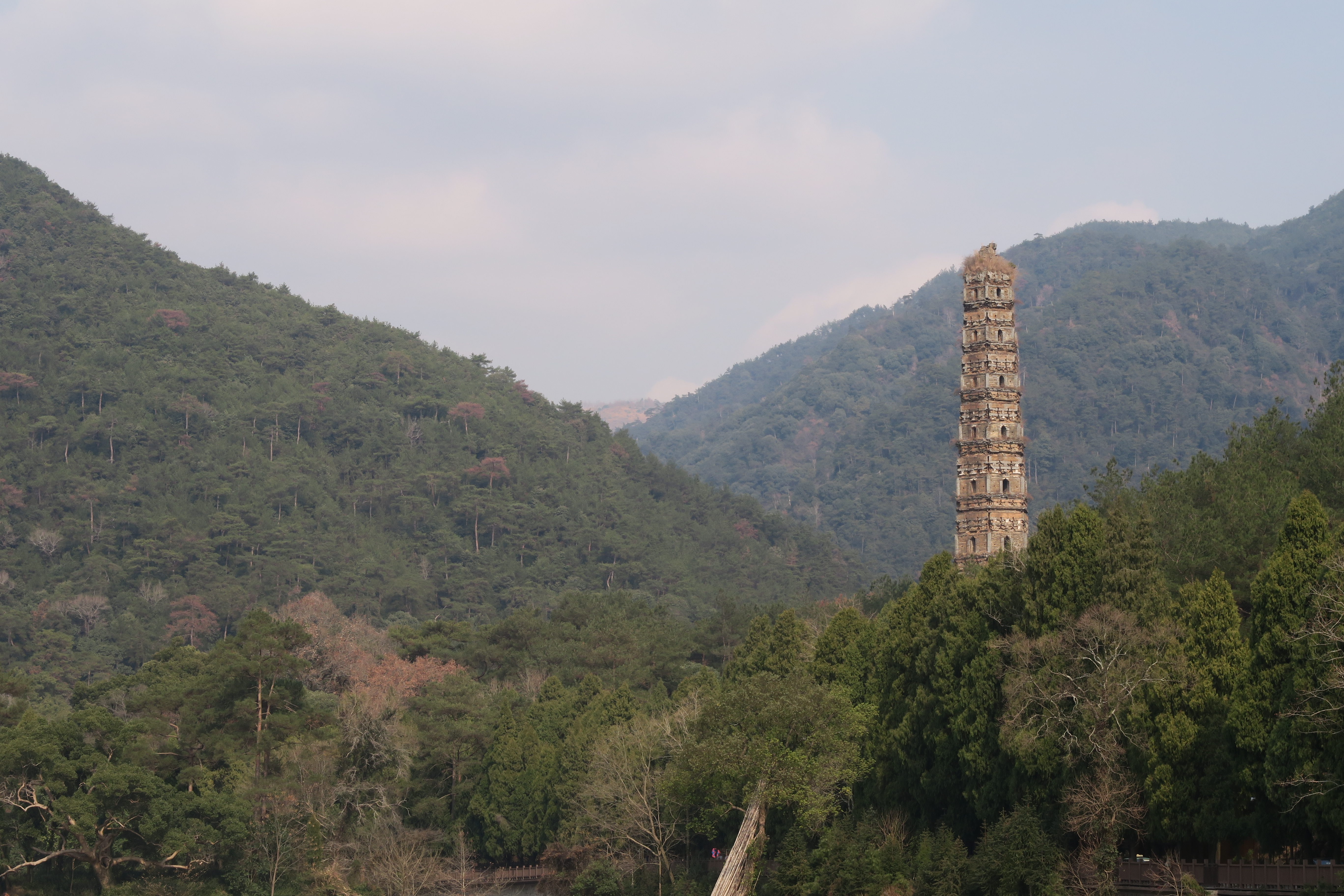
La antigua torre del Templo Guoqing

Dixian fue la figura más influyente del Tiantai moderno, quien transmitió el linaje Tiantai (específicamente el linaje Lingfeng) desde finales de la dinastía Qing hasta el siglo XX. Su discípulo, el monje Tan Xu (1875–1963), es conocido por haber reconstruido varios templos durante la era republicana (como el templo Zhanshan en Qingdao) y por haber preservado el linaje Tiantai durante la era de la República China. Durante la guerra civil china, varios herederos del Dharma de Dixian se trasladaron a Hong Kong, incluidos Tanxu y Baojing. Ellos ayudaron a establecer la tradición Tiantai en Hong Kong, donde hoy sigue siendo una tradición viva y vigorosa, preservada por sus herederos del Dharma.
El heredero del Dharma de Baojing, Jueguang, ayudó a establecer el Templo Guanzong en Hong Kong y transmitió el linaje a numerosos monjes provenientes de Corea, Indonesia, Singapur, Taiwán y China continental. El heredero de Tanxuan, Yongxing, fundó el Templo Xifang en Hong Kong, así como varios templos en Malasia y en los Estados Unidos (incluyendo la Asociación Budista de Texas y su Templo del Buda de Jade).  Además, otros monjes de este linaje han contribuido a reintroducir la tradición Tiantai desde Hong Kong al resto de China continental, ayudando en la reconstrucción del budismo chino después del período de reforma y apertura.
Durante la era moderna, el pensamiento Tiantai también ejerció influencia sobre algunos filósofos chinos modernos, como Mou Zongsan (1909–1995).
El antiguo Templo Guoqing en el monte Tiantai, que había sufrido abandono y destrucción, fue renovado por iniciativa de Zhou Enlai. Actualmente, el Templo Guoqing constituye un importante centro del budismo Tiantai chino, además de ser un lugar de peregrinación para los budistas Tendai japoneses.

### Lista de Ancestros
Los siguientes ancestros o patriarcas (zǔ 祖) son algunos de los maestros más importantes del Tiantai chino:
- Nāgārjuna (3rd century CE)
- Huiwen (d.u.)
- Nanyue Huisi (515-577)
- Zhiyi (538–597), also called Zhizhe
- Guanding 561–632)
- Zhiwei (?–680)
- Huiwei (634–713)
- Xuanlang (673–754)
- Zhanran (711–782), also called Miaole
- Daosui (806–820)
- Guangxiu (771–843)
- Wuwai (813–885)
- Yuanxiu (?–885)
- Qingsong (d.u.)
- Yiji (919–987)
- Yitong (927–988)
- Siming Zhili (960–1028), also known as Siming Fazhi
- Miaofeng Zhenjue (1537–1589)
- Youxi Chuandeng (1554–1628)
- Ouyi Zhixu (1599–1655)
- Dixian (1858–1932)

## Doctrina

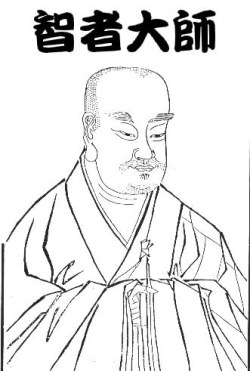
Zhiyi, el filósofo fundador de la escuela Tiantai

David Chappell identifica las enseñanzas más significativas de la escuela Tiantai como: la Verdad Triple y la correspondiente Contemplación Triple, las Cuatro Enseñanzas, el Dharma Sutil y el Discernimiento Inconcebible (también denominado “la Mente Inconcebible”). Brook Ziporyn señala que la escuela Tiantai construye un "riguroso sistema teórico" que adopta "formas de argumentación y prácticas tomadas directamente del budismo indio", aunque dichas formas son reinterpretadas y utilizadas "para expresar ideales y conclusiones metafísicas que están profundamente enraizadas en las tradiciones filosóficas propias de China".

### La Verdad Triple
La Verdad Triple constituye el principio filosófico fundamental de la escuela Tiantai, siendo, según Paul Swanson, “la visión central” alrededor de la cual gira todo el sistema. Esta doctrina se deriva de la interpretación que Zhiyi hizo del pensamiento Mādhyamika de Nāgārjuna, particularmente de su doctrina de las dos verdades.
La Verdad Triple consiste en lo siguiente:
1. La vacuidad (空, kōng): Todos los fenómenos carecen de una naturaleza propia independiente (svabhāva). Esto corresponde a la verdad última (paramārtha-satya) del Mahāyāna, así como a su noción de vacuidad (śūnyatā). Zhiyi la define como “la marca de la verdadera naturaleza de la realidad”.[65]
2. La existencia provisional (假, jiǎ): Los fenómenos existen convencionalmente, surgiendo por causas y condiciones, en consonancia con la doctrina del origen dependiente. Esta es la verdad convencional (saṃvṛti-satya), la cual Zhiyi explica como “el surgimiento condicionado en doce eslabones de la ignorancia” y como “existencia ilusoria”.[65]
3. La verdad media (中, zhōng): Los fenómenos son simultáneamente vacíos y provisionalmente existentes. Es la “media” porque ni la vacuidad ni la provisionalidad capturan por completo la realidad. Según Zhiyi: “el ser maravilloso es idéntico a la verdadera vacuidad”.[63] Swanson señala que esta es una “afirmación simultánea de la vacuidad y la existencia convencional como aspectos de una única realidad integrada”.[66] Esta tercera verdad trasciende todas las dualidades: ser y no ser, mundano y último, impureza y pureza, existencia y vacuidad.[67]

Aunque esta doctrina puede explicarse conceptualmente, Zhiyi sostiene que su significado más elevado y sutil es inefable y no puede ser expresado en palabras. Abarca tanto el Buddhadharma como todas las verdades mundanas y últimas. Para Zhiyi, “la suprema verdad del camino medio” es “la realidad de la no-dualidad”, así como “la percepción iluminada de todos los Budas y bodhisattvas”. También se le llama “la verdad de una sola realidad”, “vacuidad” (kōng), “naturaleza búdica” (fóxìng), “talidad” (tathatā, 如如 rúrú), tathāgatagarbha (如来藏 rúláizàng), y “reino del Dharma” (Dharmadhātu, 法界 fǎjiè).

### La Contemplación Triple
La Verdad Triple puede ser objeto de contemplación mediante la llamada Contemplación Triple. Esta práctica es central en el Mohe zhiguan de Zhiyi y consiste en:
1. Cesación como visión de la esencia verdadera: Contemplación de la vacuidad de todos los fenómenos y su carencia de ser propio.
2. Cesación como visión de las condiciones convenientes: Contemplación de la existencia convencional, es decir, del origen dependiente; lo cual Zhiyi describe como “la no-vacuidad de la vacuidad”, afirmando que vacuidad no es nihilismo.
3. Cesación como superación de los extremos discriminativos: Una contemplación que une simultáneamente las dos anteriores y que está más allá de todo conceptualismo.

Estas contemplaciones pueden realizarse en diversos niveles de sutileza. El más profundo ocurre cuando los tres aspectos son comprendidos como una unidad no dual y se manifiestan en un solo pensamiento (一心), el cual es “más allá de la comprensión conceptual”. Según Chappell, la tercera contemplación equilibra las dos primeras: se pasa de la provisionalidad a la vacuidad, luego se acepta la existencia provisional, y finalmente se integra todo en el Camino Medio de la Mente Única. 

### La Unidad del reino del Dharma
Dado que las tres verdades son una, la realidad es vista como una unidad interpenetrante. Este holismo se expresa en doctrinas como “la interinclusividad de los diez reinos” y “la unidad interpenetrante de todos los aspectos de la realidad”. Swanson afirma que, en esta visión, “todo contiene a todo lo demás, y el todo contiene todas las cosas”. Zhiyi utiliza la parábola del borracho del Mahāparinirvāṇa Sūtra, quien ve al sol girando debido a su embriaguez, cuando en realidad hay un solo sol, tal como lo ven las personas sobrias. No obstante, incluso la noción de “una sola verdad” es, para Zhiyi, un concepto inadecuado, ya que “toda verdad es inefable” y “la única verdad no es en realidad ninguna verdad”.
Brook Ziporyn considera que esta visión holística deriva de un pasaje clave del Sūtra del Loto, que afirma que solo un Buda junto con otro Buda puede comprender la realidad última de todas las cosas, incluyendo su apariencia, naturaleza, potencial, causas, condiciones, efectos y consecuencias. Zhiyi interpreta este pasaje como afirmando que cada aspecto de la realidad es en sí mismo absoluto, naturaleza búdica, y realidad última de todas las demás cosas. Por esto, Zhiyi entendía la realidad última como integrada totalmente, con cada parte conteniendo todas las demás partes. Esto se trata de la doctrina de «vinculación mutua» o inclusión mutua (huju 互具). La enseñanza de la inclusión mutua está implícita en las tres verdades. Esto se debe a que la tercera verdad del Medio trasciende e incluye todos los extremos, como el yo y el otro, el «dentro» o el «fuera», el todo o la parte, el uno y los muchos. Esto significa que cualquier fenómeno específico (dharma) no puede estar, en última instancia, separado de todos los demás y, por lo tanto, «conlleva» o incluye todos los demás fenómenos del universo o «es idéntico a todo el reino del dharma». Esto también significa que cada enseñanza o práctica religiosa conduce e incluye la totalidad de la enseñanza de Buda, que es la sublime intención del Sutra del Loto tal como lo entiende Zhiyi.

### Tres Mil Reinos en un Solo Pensamiento

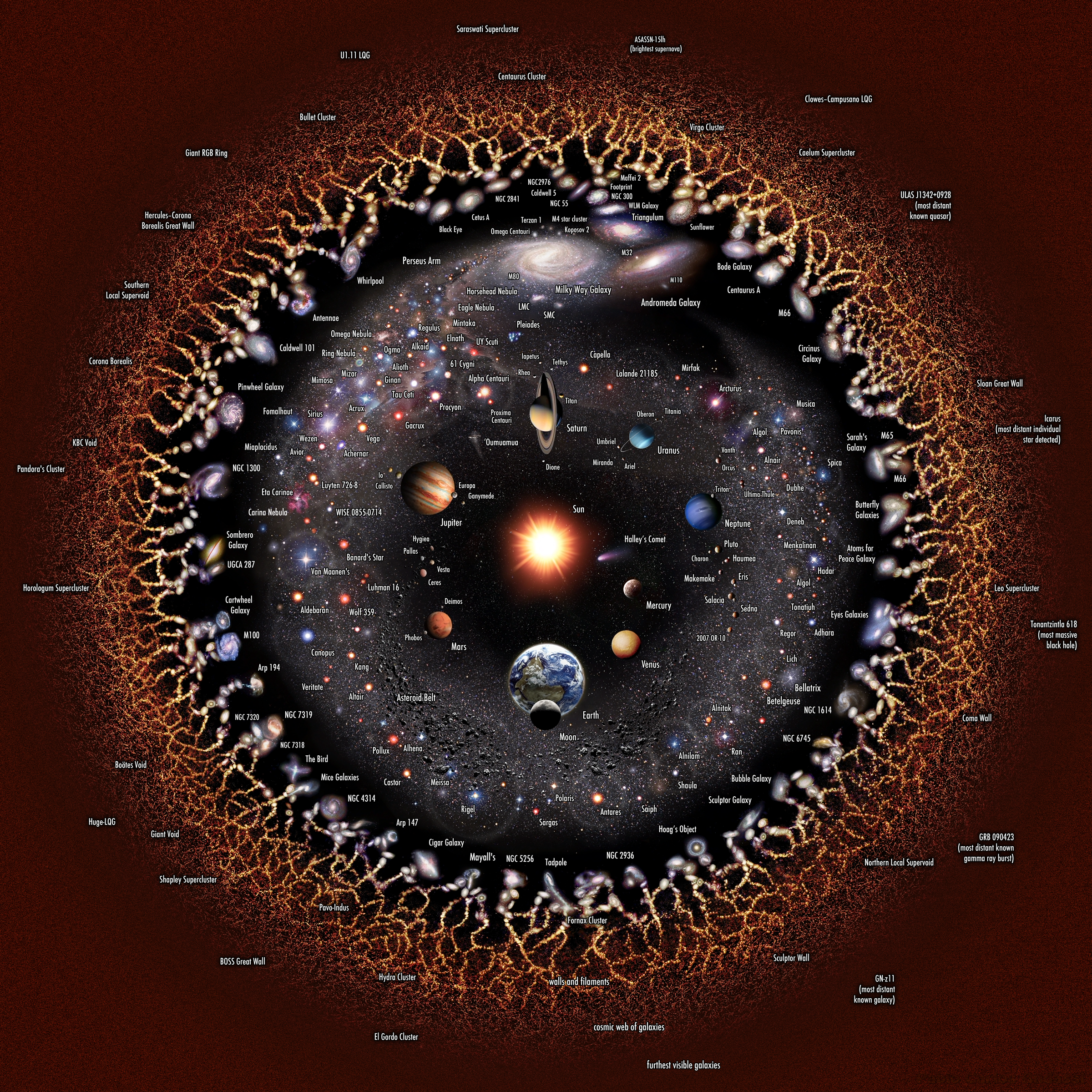
Ilustración logarítmica del universo conocido

Una formas de explicar la doctrina holística Tiantai es la idea de los «Tres mil reinos en un solo momento de pensamiento» o «La presencia de los tres mil aspectos de la existencia en cada momento de la experiencia» (一念三千). Según esta enseñanza, los diversos reinos de existencia de la cosmología budista están todos interconectados e interpenetrados. Cada uno de estos reinos puede manifestarse dentro de la mente de un individuo, lo que significa que los estados de existencia no son sólo lugares externos de renacimiento, sino también modos de experiencia y percepción. Zhiyi explicó que cada pensamiento contiene los diez reinos del dharma (infierno, fantasma, animal, asura, humano, devas, sravakas, pratyekabuddha, bodhisattva, reino de buda).
Este concepto subraya la naturaleza interpenetrante de la realidad, donde cada pensamiento abarca todos los fenómenos. Jacqueline Stone señala que esto refleja una relación de inclusión mutua entre cada pensamiento ordinario y la totalidad de la existencia. El número tres mil surge de la multiplicación de categorías budistas clave: los diez reinos de seres, su inclusión mutua, las diez naturalezas y los tres reinos. Esta doctrina presenta una visión holística de la realidad en la que distinciones como Buda y el ser ordinario, el sujeto y el objeto, o lo sensible y lo no sensible se consideran unificadas e interdependientes dentro de cada momento de pensamiento.
A pesar de esta visión unificada, Zhiyi utilizó diversos marcos para describir la realidad, como las dos verdades, la triple verdad y los diez reinos. También empleó los Tres Dharmas Sutiles (los seres sensibles, Buda y la mente) y las Diez Semejanzas para explicar esta naturaleza interconectada. Zhiyi enseñó que, observando la mente y los pensamientos propios, se puede percibir la totalidad de la realidad y alcanzar la Budeidad. Basándose en el Sutra Avatamsaka, hizo hincapié en que la contemplación de la mente permite comprender plenamente el dharma de Buda. Se refirió a esta realidad integrada como «la mente inconcebible» (不思議心), que encarna los tres mil dharmas y la triple verdad.

### El Dharma Sutil: Una Realidad, Un Vehículo, Muchos Medios Hábiles
La soteriología de la escuela Tiantai se basa en la doctrina del «Vehículo Único» (sct. ekayāna, chino tradicional: 一乘; pinyin: yīchéng) que se encuentra en el Sutra del Loto. Tiantai considera que todas las diversas enseñanzas, escrituras y prácticas budistas forman parte de un vehículo (yana) universal que conduce a la Budeidad. Las discrepancias y aparentes contradicciones en todas las diferentes enseñanzas de los sutras se deben únicamente al hecho de que estas diversas enseñanzas son todas «medios expeditivos» (upāya) que se enseñan según las diferentes necesidades y capacidades de los seres sensibles. Según Zhiyi, aunque existan numerosos sutras con enseñanzas muy variadas, la intención de Buda es conducir a todos los seres sintientes a la Budeidad.  Del mismo modo, al igual que existen diferentes prácticas, hay diferentes formas de describir la misma realidad unificada (es decir, la vacuidad y la triple verdad). Así, Zhiyi afirma en el Fa hua hsuan i «varios términos nombran una realidad última. A una sola realidad última se le dan muchos nombres". Esta realidad última es “una y a la vez muchas, muchas y a la vez una”.
De hecho, Zhiyi esboza cuatro tipos de unidad: la unidad de las enseñanzas (todas las enseñanzas de Buda son no contradictorias y tienen una misma intención), la unidad de las prácticas (todas conducen a la Budeidad), la unidad de las personas (todas alcanzarán la Budeidad) y la unidad de la realidad. Según Zhiyi, cualquier texto que sea coherente con estos conceptos enseña «el Dharma Sutil» (miao-fa).
Esta doctrina proporcionaba un marco unificador e inclusivo que podía utilizarse para comprender todas las enseñanzas budistas. Según Jacqueline Stone, la opinión de Zhiyi sobre el Vehículo Único del Sutra del Loto es que, convencionalmente, es «sutil» y «maravilloso» en comparación con enseñanzas menores que son toscas. Sin embargo, esto sólo es cierto en un sentido relativo.  En última instancia, el Dharma Sutil del Sutra del Loto «no se establece en comparación con nada más, pues no hay nada fuera de él con lo que pueda compararse». Desde esta perspectiva absoluta, el Vehículo Único del Sutra del Loto es «abierto e integrado», según Zhiyi, e incluye todas las demás enseñanzas budistas y medios hábiles. Desde el punto de vista último, se disuelven todas las distinciones de «verdadero» y «provisional», ya que todas las enseñanzas son expresiones del Vehículo Único.  Según Stone, «se trata de una lectura igualitaria e inclusiva, en la que todas las enseñanzas se convierten de hecho en “verdaderas”. Pero desde el punto de vista relativo, se preserva una clara distinción entre lo «verdadero» y lo «provisional»; se trata de una lectura jerárquica, potencialmente incluso excluyente, que enfatiza la superioridad del Sutra del Loto sobre otras enseñanzas."

### Budeidad y naturaleza de Buda

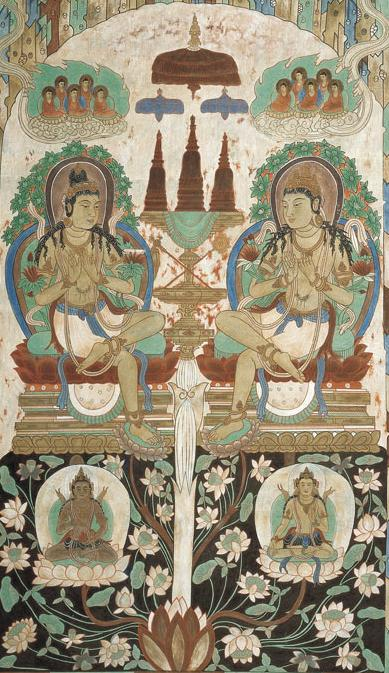
Escena del sutra del Loto, los budas Prabhutaratna y Shakyamuni sentados en la estupa enjoyada, pintura de las cuevas de Yulin, siglos VII-XIV.

La enseñanza de Zhiyi sobre la Budeidad hace hincapié en la integración de la Budeidad con todos los aspectos de la realidad. Describe tres formas de entender las causas de la Budeidad: (1) cada uno de los diez reinos del dharma contiene a los otros nueve, lo que significa que todos los seres poseen el potencial para la Budeidad; (2) los nueve reinos no búdicos están inherentemente vinculados a la Budeidad; y (3) todos los reinos están vacíos de existencia inherente y alineados con la triple verdad. En cuanto al resultado, la Budeidad es omnipresente en todo el universo, fue alcanzada por el Buda en un pasado lejano (como se describe en el Sutra del Loto) y se manifiesta en innumerables formas para ayudar a los seres sensibles. En consecuencia, Zhiyi afirma que la Budeidad no está separada de la existencia ordinaria, sino que está plenamente integrada en ella, y que la mente, los Budas y los seres sensibles están fundamentalmente interconectados.
La interpretación de Zhiyi de la naturaleza de buda se estructura en torno a tres aspectos interconectados: La naturaleza búdica como causa condicional de la Budeidad, la causa completa y la causa directa. La causa condicional se refiere al potencial inherente en los seres sensibles para practicar el Dharma y cultivar las condiciones que conducen a la iluminación. La causa completa hace hincapié en la presencia intrínseca de la sabiduría en todos los seres, que, una vez descubierta, revela la verdadera naturaleza de la realidad. Por último, la causa directa significa que todos los seres participan ya de la realidad última de la asíidad.  El concepto de naturaleza de buda de Zhiyi está estrechamente vinculado a su teoría de la triple verdad, que une la vacuidad, la realidad convencional y la realidad media. Mientras que algunos estudiosos, como Ng Yu-Kwan, ven la naturaleza de Buda como una fuerza positiva, dinámica y activa que está presente en el mundo y no es dual con él. Eruditos como Paul Swanson sostienen que esta visión activa de la naturaleza búdica es menos central en los textos originales de Zhiyi y, en cambio, consideran que la visión de Zhiyi es coherente con el énfasis del Madhyamaka en la vacuidad.
El pensador Tiantai Zhanran es más conocido por promover la doctrina de la naturaleza de buda de los seres insensibles, que se convirtió en un elemento central del pensamiento Tiantai. En obras como El Escalpelo Adamantino, Zhanran sostiene que todos los fenómenos, incluidos los objetos aparentemente sin sensibilidad como los ríos, las piedras y los sonidos, poseen naturaleza de Buda. Fundamentó este punto de vista en la doctrina Tiantai de la inclusión universal, que enseña que todas las cosas, sensibles o insensibles, están interconectadas e interpenetradas. Para Zhanran, la naturaleza de buda es sinónimo de Talidad, la realidad última que es a la vez inmutable y sensible a las condiciones. Dado que la Talidad impregna todas las cosas sin excepción, incluso los objetos insensibles participan de esta naturaleza de budauniversal. Este punto de vista refleja la influencia del budismo huayano, en particular la teoría de Fazang de la «Talidad según las condiciones», que afirma que la realidad absoluta se manifiesta en la diversidad de los fenómenos.
Tanto Zhiyi como Zhanran comparten una visión de la naturaleza de buda como algo omnipresente e intrínseco a toda la realidad, un potencial activo dentro de los seres sensibles, arraigado en su capacidad para la sabiduría y la práctica. Zhanran amplió este concepto para afirmar que la naturaleza de buda está igualmente presente en las cosas insensibles, subrayando así la no dualidad entre los seres y su entorno. Esta teoría se convertiría en objeto de gran debate en la historia del budismo Tiantai.

### Maldad inherente
Una doctrina que llegó a considerarse un sello distintivo único del pensamiento Tiantai es el mal inherente o natural (性惡), que consiste en la idea de que «nuestra naturaleza inherente incluye el bien y el mal». Mientras que la naturaleza de Buda suele entenderse como una naturaleza verdadera universal que es totalmente buena y pura, la escuela Tiantai se distingue por proclamar que la realidad última, la naturaleza de Buda, contiene no sólo lo bueno sino también lo malo. Tiantai considera la naturaleza búdica como la naturaleza mental (xin xing 心性) de los seres sensibles. Al hacer hincapié en la no dualidad y la inclusividad mutua de toda la realidad, Tiantai rechaza la idea de la verdadera naturaleza (la realidad última) como una pureza primordial anterior a todas las cosas o separada de ellas (doctrina promovida por la escuela Dilun y algunos maestros Zen).  Zhiyi utiliza varias citas del Vimalakirti sutra para defender este punto de vista y criticó la idea de una naturaleza pura como fuente de toda realidad que se encuentra en la escuela Dilun y la idea de que la realidad surge únicamente de la naturaleza contaminada (de la escuela Shelun). En su lugar, argumentó que la realidad última incluye todo el bien y el mal de los diez reinos. Esta idea fue defendida y desarrollada por figuras posteriores del Tiantai como Jingxi Zhanran y Siming Zhili.
Como señala Ziporyn, la enseñanza de que «la Budeidad no elimina el mal» significa que «nuestra alegría también incluye la tristeza, nuestra tristeza también incluye la alegría; nuestro mal incluye el bien, nuestro bien incluye el mal; nuestro engaño incluye la iluminación, nuestra iluminación incluye el engaño». Las teorías de Tiantai sobre la interfusión de todos los reinos y la inclusión de la naturaleza sirven de fundamento a la idea de que la naturaleza de buda incluye el bien y el mal. Puesto que todas las cosas están incluidas en la verdadera naturaleza y todos los reinos (incluso el infierno) se interpenetran en cualquier pensamiento, la naturaleza de buda no puede estar separada del mal (y viceversa). Esta idea se caracteriza por la inclusión inherente (ben ju 本具) y la inclusión mutua del bien y el mal, lo que significa que el bien incluye el mal y el mal incluye el bien.  Debido a la interfusión de todos los fenómenos, Zhiyi afirmó que «un pensamiento de ignorancia es la mente de la naturaleza del dharma» (yi nian wu ming fa xing xin 念無明法性心) y «las aflicciones son exactamente bodhi (despertar)».
Zhiyi escribe en el Sentido Profundo del Sutra del Loto que «sin el mal no hay bien. dar la vuelta al mal es precisamente la realización del bien».  Así pues, los conceptos de bien y mal son relativos, ya que cada uno depende del otro. La enseñanza completa es la clase más elevada de bien, y desde esta comprensión suprema, el samsara y el nirvana son plenamente no-dualesl.  Además, Zhiyi también sostiene que la distinción entre budas y seres sintientes malvados no está en su naturaleza (que es la misma), sino en su nivel de cultivo. Así, la naturaleza inherente compartida por ambos incluye también el mal inherente, mientras que sólo los seres han cultivado el mal. Aunque los Budas no dan lugar al mal cultivado, pueden aparecer en formas malignas como medios hábiles. Todo esto no significa, sin embargo, que Zhiyi no promueva el cultivo del bien o el abandono del mal. Más bien significa que incluso los seres más malvados también pueden convertirse en Budas contemplando su propio mal (los tres venenos) y convirtiéndolo en bien.

### Clasificación de las enseñanzas
Una extensión de la doctrina del Vehículo Único de Tiantai es su clasificación de las enseñanzas de Buda (panjiao) en los «Cinco Periodos y Ocho Enseñanzas», que ayuda a explicar cómo se relacionan entre sí las diferentes enseñanzas budistas.  El sistema de clasificación de Tiantai se basa en los escritos de Zhiyi, pero fue ampliado significativamente por figuras posteriores hasta su forma madura.  Según Peter Gregory, estudiosos japoneses como Sekiguchi Shindai han demostrado que el sistema maduro fue desarrollado por Zhanran.
El panjiao del Tiantai proporciona un esquema hermenéutico y pedagógico integral que ofrece un marco interpretativo para comprender las enseñanzas del Buda tal como se encuentran registradas en las diversas escrituras, con el propósito de sistematizar y reconciliar sus aparentes contradicciones. Desde el punto de vista del Tiantai, la enseñanza del Vehículo Único del Sutra del Loto se denomina una «enseñanza completa» o «enseñanza redonda» (yuanjiao 圓教), lo que significa que abarca y contiene todas las demás enseñanzas más burdas, careciendo de bordes agudos o divisiones. Así, el esquema doctrinal del Tiantai es una enseñanza no jerárquica, en el cual la enseñanza más elevada es una enseñanza holística y totalmente abarcadora que incluye todas las visiones y prácticas budistas.

#### Cinco Períodos
Los Cinco Períodos son cinco períodos en la vida del Buda en los cuales, según los exégetas del Tiantai, él impartió distintas enseñanzas, dirigidas a distintas audiencias con distintos niveles de comprensión. Los Cinco Períodos son los siguientes:
1. El Período del Avataṃsaka. Durante veintiún días después de su despertar, el Buda impartió el Sutra Avataṃsaka, uno de los sutras más elevados, pero este no fue comprendido ampliamente.
2. El Período de los Āgamas. Durante doce años, el Buda predicó los Āgamas, que incluyen las enseñanzas preparatorias de las Cuatro Nobles Verdades y el origen dependiente (pratītyasamutpāda).
3. El Período Vaipulya. Durante ocho años, el Buda impartió las enseñanzas del Mahāyāna o Vaipulya (ampliadas), tales como el Sutra de Vimalakīrti, el Sutra de Śrīmālādevī, el Sutra del Resplandor Dorado (Suvarṇaprabhāsa), el Laṅkāvatāra y otros sutras Mahāyāna.
4. El Período de la Prajñā. Durante veintidós años, el Buda enseñó los Sutras de la Perfección de la Sabiduría Mahāyāna (Prajñāpāramitā).
5. El Período del Loto y del Nirvāṇa. En los últimos ocho años, el Buda predicó la doctrina del Vehículo Único del Buda, y entregó el Sutra del Loto y el Sutra del Nirvāṇa justo antes de su muerte.

#### Ocho Enseñanzas
Las Ocho Enseñanzas son una clasificación de diferentes tipos de enseñanzas budistas. Consisten en la Enseñanza Cuádruple y el Método Cuádruple: La Enseñanza Cuádruple se llama así porque es “aquello que revela el principio y convierte a los seres”, según Zhiyi. Estas son:
1. Enseñanza Tripiṭaka: Los textos de Sūtra, Vinaya y Abhidharma, en los que se explican las enseñanzas básicas. Los elementos principales de esta enseñanza son “las treinta y siete condiciones para el despertar, la austeridad, los preceptos, el análisis intelectual de la vacuidad, las Seis Perfecciones y la meditación”.
2. Enseñanza Compartida: la enseñanza de shunyata (vacuidad), que es compartida por el Mahāyāna y Hinayana. Esto corresponde a la primera de las tres contemplaciones y a las prácticas de las diez etapas del bodhisattva que son compartidas con el Theravāda.
3. Enseñanza Distintiva: Esta enseñanza establece la verdad media de Mahāyāna, pero esta es una “Via Media Exclusiva” (dànzhōng 但中), una vía media que trasciende (pero no incluye) las enseñanzas anteriores, y que además incluye la “no vacuidad”.[113] Por lo tanto, es “distintiva” o “separada”. En esta enseñanza, el progreso espiritual se desarrolla gradualmente a través de cincuenta y dos etapas del bodhisattva, las cuales son distintas y requieren el corte de las aflicciones. También carece de la plena integración de la Enseñanza Completa, ya que, por ejemplo, no incluye en sí misma el Hīnayāna.[114] A pesar de alcanzar la verdad media, sus métodos son considerados algo engorrosos debido a su dependencia del gradualismo y del dualismo.
4. La Enseñanza Completa o Redonda (yuánjiào, 圆教) que está más allá de las palabras y conceptos y se encuentra en el Sutra del Loto. Esto corresponde a la tercera de las tres contemplaciones. Esta es la verdad holística de la “Via Media No Exclusiva” (bù dàn zhōng 不但中), que incluye en sí las otras cuatro enseñanzas.[113]  Según Chappell, “la Enseñanza Completa va más allá de las etapas para ver la identidad e interpenetración de todas las diversas prácticas, ideas y valores”. También corresponde a la tercera contemplación y al significado último del Vehículo Único, presentando la verdad media de manera inmediata y comprehensiva, en contraste con todas las demás enseñanzas que son “parciales” (piān 偏). Destinada a los bodhisattvas con las facultades espirituales más agudas, la Enseñanza Completa es considerada como la más profunda y totalmente abarcadora. Incluye incluso las acciones de personas malvadas como Devadatta (como se enseña en el Sutra del Loto). En esta enseñanza, cada etapa del camino incluye todas las demás etapas. Además, en la Enseñanza Completa, uno “corta las aflicciones sin cortarlas”.[114]  El Mohe Zhiguan se propone explicar el Dharma desde esta perspectiva.

El Método de las Cuatro Formas (化儀四教) clasifica cuatro modos distintos que el Buda emplea para guiar a los seres sintientes según sus diferentes capacidades. Las cuatro formas son:
1. Enseñanza Gradual (漸教) – Enseña la verdad en etapas; adecuada para practicantes que necesitan una guía paso a paso a través de enseñanzas provisionales hasta alcanzar la verdad última.
2. Enseñanza Súbita (頓教) – Revela la verdad última de forma directa e inmediata; dirigida a aquellos con facultades agudas que pueden comprender la no-dualidad sin preparación gradual.
3. Enseñanza Secreta (祕密教) – Una enseñanza que se comunica de manera secreta, en la cual la intención del Buda permanece oculta para la mayoría y sólo es comprendida por ciertos miembros de la asamblea.
4. Enseñanza Variable (不定教) – Un método sin enseñanza fija; su interpretación no es determinada, sino que depende de las capacidades del oyente. Cada individuo obtiene un beneficio único a partir de su propia interpretación personal.

#### Cuatrosiddhāntas
Otra forma en que pensadores del Tiantai como Zhiyi clasifican las enseñanzas budistas es mediante los cuatro siddhāntas, que son cuatro principios que el Buda utilizó para enseñar el Dharma, derivados del Da zhidu lun (Tratado sobre la Gran Perfección de Sabiduría). Según David W. Chappell, los cuatro siddhāntas son:
1. En primer lugar, el Buda utilizó modos de expresión ordinarios o mundanos,
2. luego individualizó su enseñanza y la adaptó a las capacidades de sus oyentes,
3. posteriormente la alteró más para responder y diagnosticar los defectos espirituales de sus oyentes,
4. y finalmente toda su enseñanza se basó en la sabiduría perfecta y suprema.

Los tres primeros son condicionados y finitos, mientras que el último es inconcebible e inefable.

### Seis Grados de Identidad
La explicación del camino del bodhisattva según la escuela Tiantai fue expuesta en las doctrinas de Zhiyi sobre los Seis Grados de Identidad. Los Seis Grados de Identidad constituyen un esquema importante del camino en la escuela Tiantai. Estos seis grados de realización son los siguientes:
1. Identidad en Principio (lǐ jí, 理即): Todos los seres y fenómenos son inherentemente idénticos a la Budeidad, incluso sin tener conciencia de este hecho ni haber emprendido práctica alguna. Esto es como poseer un tesoro sin saberlo.
2. Identidad en Nombre (míngzì jí, 名字即): A través de escuchar o comprender las enseñanzas budistas, uno toma conciencia de esta naturaleza de Buda inherente, como si se le dijera que posee un tesoro oculto.
3. Identidad en la Práctica (guān xíng jí, 観行即): Comprometerse activamente con la contemplación y la práctica para manifestar esta naturaleza de Buda, como comenzar a limpiar el terreno y excavar en busca del tesoro.
4. Identidad en la Semejanza (xiàngsì jí, 相似即): El progreso en la práctica da lugar a una sabiduría que se asemeja a la iluminación verdadera, como acercarse al tesoro mediante la excavación persistente.
5. Identidad Parcial (fēnzhēn jí, 分真即): Una realización parcial de la naturaleza de Buda, que comienza desde la primera etapa del bodhisattva y se extiende hasta casi alcanzar la iluminación completa. Es como ver el tesoro dentro de su cofre.
6. Identidad Última (jiùjìng jí, 究竟即): La iluminación plena, con la naturaleza de Buda completamente realizada y la ignorancia completamente erradicada. Esto es como descubrir y utilizar el tesoro.

## Práctica
El budismo Tiantai hace hincapié en la integración de la práctica meditativa, el estudio doctrinal y la observancia ritual. El sistema de los Cuatro Samadhis, junto con numerosas prácticas rituales, es fundamental en la práctica del Tiantai. El objetivo de estas prácticas es cultivar la concentración (samadhi) y la perspicacia (vipasyana), que conducen a la realización de las Tres Verdades. Las técnicas de meditación Tiantai están estrechamente vinculadas a las enseñanzas del Sutra del Loto, que se considera la expresión suprema del Dharma de Buda. Otras prácticas comunes del Tiantai incluyen ritos para conferir los preceptos del bodhisattva y el uso de prácticas esotéricas como los dhāraṇīs y los mantras.

### Meditación (zhiguan)
La meditación del Tiantai se describe principalmente como «zhi-guan», la unión de la calma o cesación (止 zhǐ, del skt. śamatha) y la contemplación o perspicacia (觀 guān, del vipaśyanā). Zhiguan (止観), también conocido como calma y discernimiento (śamatha-vipaśyanā), es un sistema integral de meditación budista desarrollado por el maestro chino de Tiantai Zhiyi.  Para Zhiyi, zhiguan no se limita a la meditación únicamente, sino que abarca todas las prácticas budistas, integrando la conducta ética, la quietud mental y el cultivo de la sabiduría.
Puede entenderse que la práctica del zhiguan comprende dos facetas interconectadas pero distintas. Zhi puede describirse como un estado de «cesación» o «detención». En este estado, los pensamientos caóticos y desordenados típicos de la experiencia cotidiana se calman, permitiendo que la mente descanse en tranquilidad. Esta quietud mental es a la vez un requisito previo y un resultado de la segunda fase: guan, que puede traducirse como «contemplación» o «visión clara». Este proceso contemplativo se centra en observar la mente sin discriminación y ver todos los fenómenos como vacíos. Al abrazar la verdad universal de la vacuidad, el practicante se abstiene de imponer jerarquías de valor a lo que observa. Esto incluye rechazar cualquier noción de que uno mismo o cualquier aspecto de uno mismo está exento de la naturaleza imparcial de la mente.
Zhiyi identificó dos modos de práctica del zhiguan: la meditación sentada y la práctica de mantener una mente tranquila y perspicaz en las actividades cotidianas. En términos prácticos, Tiantai enseña tres enfoques para cultivar el zhiguan: la práctica gradual y sucesiva, la práctica variable adaptada a las necesidades individuales y la práctica perfecta y repentina, que aprehende directamente la realidad sin depender de etapas progresivas. Cada método refleja diferentes niveles de capacidad y condiciones espirituales.
La obra magna de Zhiyi, el Móhē Zhǐguān (Gran Calma y Contemplación) detalla el extenso currículo de meditación de Tiantai, organizado en cuatro marcos clave: los «veinticinco medios hábiles», los «cuatro samādhis», los «diez objetos de contemplación» y los «diez modos de contemplación». Los veinticinco medios hábiles incluyen prácticas preparatorias como el cumplimiento de preceptos, la restricción sensorial y la asociación con amigos espirituales. Los cuatro samādhis describen diferentes enfoques meditativos, como sentarse constantemente, caminar constantemente, alternar sentarse y caminar, y prestar atención durante todas las actividades. Los diez objetos de contemplación se centran en diversos aspectos de la existencia, mientras que los diez modos proporcionan formas estructuradas de contemplarlos, como «contemplar la mente como lo inconcebible» (el modo central), despertar la compasión, desmantelar las falsas visiones y practicar el desapego.
Zhiyi consideraba los cuatro samadhis como el pilar principal de la práctica de la meditación Tiantai. Estos son:
- Samādhi sentado constante (常坐三昧): Esta práctica implica 90 días de meditación sentada ininterrumpida, fomentando la concentración profunda y la calma interior. Se inspira en el Mañjusri Prajñaparamita Sutra.
- Samādhi de marcha constante (常行三昧): Practicado durante 90 días, este método consiste en caminar con atención, a menudo en un espacio designado o alrededor de una estatua de Buda. Se basa en el Sutra Pratyutpanna Samādhi y hace hincapié en la recitación de Amitābha, influyendo en las prácticas de la Tierra Pura.
- Samādhi mitad caminando, mitad sentado (半行半坐三昧): Combina la meditación sentada y caminando en periodos alternos. Vinculado al Sutra del Loto y al Gran Sutra Correcto e Igual Dhāranī, se practica a menudo durante rituales de arrepentimiento como el Hokke Senbo.
- Samādhi de ni caminar ni sentarse (非行非坐三昧): Esta práctica flexible trasciende las posturas fijas, fomentando la conciencia meditativa en todas las actividades cotidianas. Enfatiza la atención plena como un estado continuo más que como una práctica estructurada.

La forma más elevada de zhiguan de Zhiyi, el método «perfecto y repentino», hace hincapié en la percepción inmediata de la verdadera naturaleza de la realidad. Este enfoque contempla directamente la realidad como inherentemente unificada, sin distinción entre samsara y nirvana, sufrimiento y liberación. En este estado, todos los fenómenos son vistos como aspectos del Camino Medio, donde la quiescencia (cesación) y la iluminación (contemplación) son simultáneas e inseparables. A través de este método, los practicantes se dan cuenta de que la realidad última está plenamente presente en todos los aspectos de la experiencia, sin necesidad de una progresión por etapas o un cultivo secuencial.
La escuela Tiantai también enseña otras formas de meditación bajo la rúbrica de la enseñanza zhi-guan de Zhiyi, como la atención plena a la respiración (sct. ānāpānasmṛti). En sus Seis puertas del Dharma a lo sublime, Zhiyi esboza un método de meditación basado en esta práctica budista clásica.

### Rituales

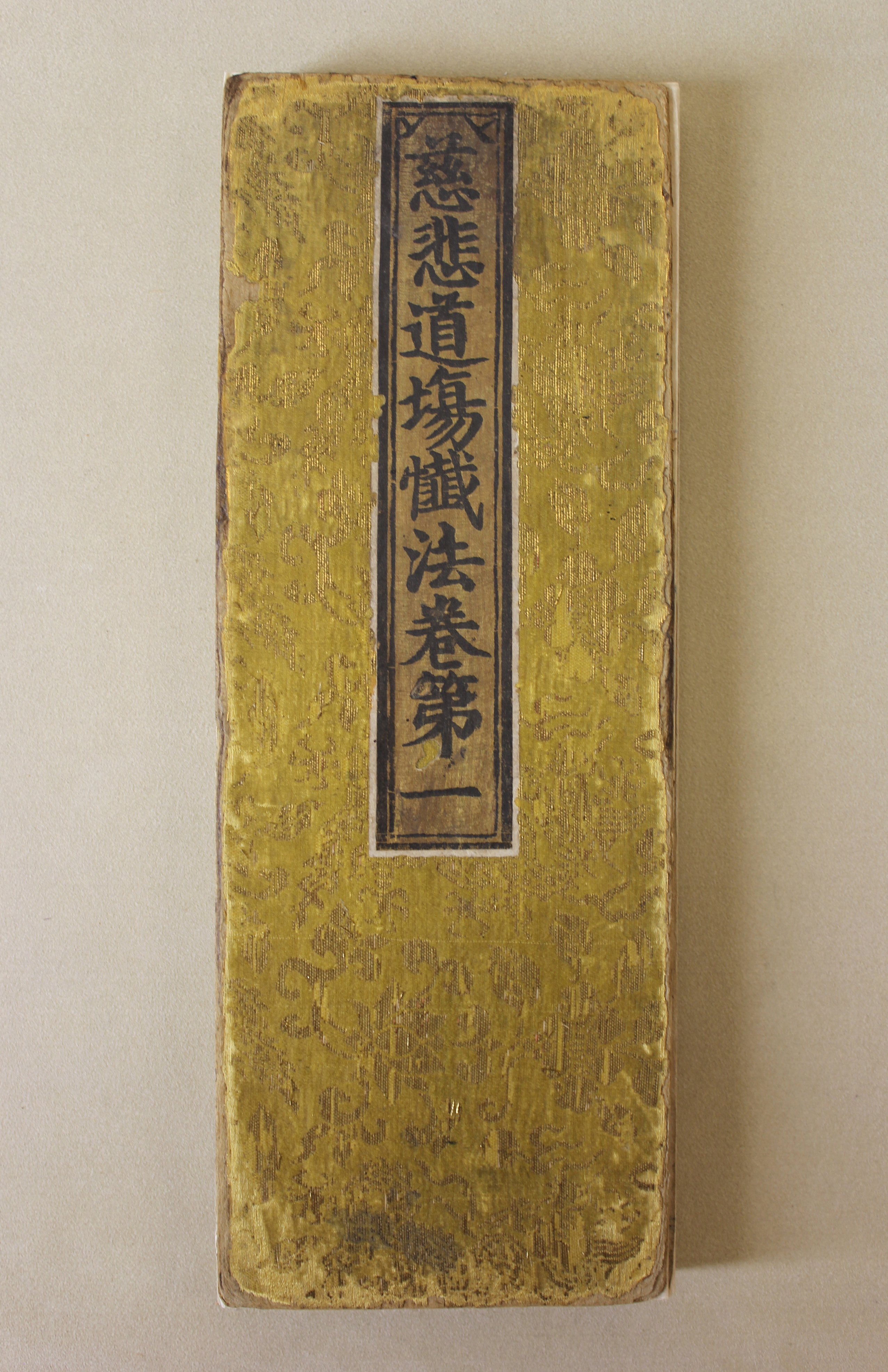
Manuscrito del Ritual del Arrepentimiento de la Gran Compasión (Cibei daochang chanfa), compuesto por Siming Zhili, que se basa en el Dhāraṇī de la Gran Compasión.

Desde la época de Zhiyi (538-597), la tradición Tiantai desarrolló un sofisticado conjunto de rituales de arrepentimiento relacionados con el Sutra del Loto. Estas prácticas de arrepentimiento (que también se basaban en otros textos como el Sutra de la Luz Dorada) se fundamentaban en el método quíntuple de arrepentimiento, que incluye actos de arrepentimiento, oración, alegría compasiva, transferencia de méritos y votos del bodhisattva. A pesar de su nombre, los ritos de arrepentimiento Tiantai no se centran únicamente en purificar las malas acciones del pasado. Por el contrario, son rituales polifacéticos con numerosos aspectos, como el cultivo del refugio, la fe devocional, la bodichita, la virtud y la perspicacia meditativa.
Los rituales de arrepentimiento Tiantai, como el Arrepentimiento del Loto, el Arrepentimiento de la Invocación de Guanyin y el Arrepentimiento de la Gran Compasión, incluyen tanto el «arrepentimiento a través de la actividad» -que implica postraciones, ofrendas, cánticos y recitación de mantras- como el «arrepentimiento a través del principio», en el que los practicantes contemplan la vacuidad de todos los fenómenos. El Rito de Arrepentimiento del Samadhi del Loto de Zhiyi es el ritual Tiantai más destacado, y combina los dos aspectos principales del arrepentimiento en un extenso ritual que anima a los practicantes a purificar sus mentes al tiempo que profundizan en su comprensión del Dharma.  Según Daniel Stevenson, «desde finales del siglo VI, el arrepentimiento del Loto, tal como se expone en el manual de Zhiyi, ha constituido uno de los pilares de la práctica en la escuela Tiantai, y sus formas rituales siguen rigiendo la práctica en el mundo moderno».
El Rito de Arrepentimiento del Samadhi del Loto se inspira en dos textos clave: la Meditación sobre el Sutra Samantabhadra y el «Capítulo sobre las Prácticas Pacíficas» del Sutra del Loto. El primero hace hincapié en el arrepentimiento de las malas acciones relacionadas con los seis sentidos, mientras que el segundo destaca la conciencia no discriminatoria y el arrepentimiento sin forma, una práctica en la que la mente se da cuenta de su vacuidad inherente, trascendiendo las distinciones entre virtud y vicio. Zhiyi sostenía que tanto las «prácticas de la forma» como las «prácticas sin forma» eran esenciales en las primeras etapas del cultivo, pero que ambas se abandonaban en última instancia al alcanzar la realización profunda. Desde este punto de vista, el arrepentimiento no era un mero acto de confesión, sino un proceso de comprensión de la naturaleza interdependiente de la realidad.
Stevenson esboza la práctica del Arrepentimiento del Loto de la siguiente manera:
1. purificación del lugar del altar
2. purificación del practicante
3. ofrenda de incienso
4. veneración de las deidades
5. confesión de las faltas cometidas en el pasado, con transferencia de méritos y oraciones
6. canto del Sutra del Loto mientras se circunvala el altar
7. tomar los tres refugios
8. retirarse a un lugar solitario separado en el que se practique la meditación sentada o la recitación individual del Sutra del Loto

Los rituales de arrepentimiento de la tradición Tiantai evolucionaron para satisfacer las necesidades de la sociedad china, mezclando la doctrina budista con creencias populares sobre la retribución cósmica y la influencia ancestral. La práctica se convirtió en un elemento central de la cultura budista china, especialmente en forma de ceremonias públicas de arrepentimiento celebradas durante festivales como el Festival de los Fantasmas. Estas ceremonias solían tener como objetivo aliviar el sufrimiento de los familiares fallecidos y se consideraban actos de mérito colectivo. Destacadas figuras del Tiantai, como Zunshi, ampliaron el trabajo de Zhiyi al sistematizar las ceremonias de arrepentimiento, contribuyendo al desarrollo de rituales distintos como el Arrepentimiento del Loto y el Arrepentimiento de la Luz Dorada.

### Prácticas Tierra Pura
Las prácticas budistas de la Tierra Pura (especialmente el nianfo, la recitación del nombre de Amitābha), han sido siempre una parte importante del budismo Tiantai. Se dice que el propio Zhiyi practicó el nianfo en su lecho de muerte y tuvo una visión de Guanyin y Amitabha. Muchas figuras de Tiantai fueron clave en la difusión de la práctica de la Tierra Pura en China durante las dinastías Tang y Song. Los autores de la escuela Tiantai también escribieron varios textos y comentarios sobre la Tierra Pura, y al menos cinco obras diferentes sobre la Tierra Pura fueron escritas en los Tang y atribuidas apócrifamente a Zhiyi, entre ellas el Guan-jing-shu (un comentario al Sutra de la Contemplación) y el Jingtu shiyilun. Durante la dinastía Song (960-1279), monjes de Tiantai como Shengchang (Shěngcháng 省常, 959-1020), Ciyun Zunshi (Cíyún Zūnshì 慈雲尊式, 964-1032) y Siming Zhili fundaron sociedades de Budismo Tierra Pura que incluían a élites, monjes y laicos comunes. Estos monjes de Tiantai también escribieron tratados y comentarios sobre la Tierra Pura. Zunshi es conocido por su desarrollo de los rituales de la Tierra Pura de Tiantai, incluyendo el Rito de Arrepentimiento y Votos para Renacer en la Tierra Pura (Wang- sheng ching-t'u ch'an-yuan i), que es un rito de arrepentimiento para nacer en la Tierra Pura.
Otro autor importante de la Tierra Pura de Tiantai es Zongxiao (1151-1214), autor del Lebang Wenlei (Antología sobre la Tierra Dichosa).  El Lebang Wenlei contiene muchos escritos de la Tierra Pura de Tiantai, incluyendo dharanis, tratados, historias, himnos y poemas. Esta obra muestra la diversidad de la práctica de la Tierra Pura de Tiantai durante la dinastía Song.  Estos diversos textos también indican que, aparte de la recitación del nianfo, la práctica de la Tierra Pura de Tiantai también incluía meditaciones de visualización basadas en el Sutra de la Contemplación, la memorización de versos de la Tierra Pura (gathas), así como diversos rituales.
Tal vez el autor posterior más influyente de la Tierra Pura de Tiantai sea el patriarca Ouyi Zhixu (1599-1655), autor de las Explicaciones esenciales del Amitābha-sūtra (Amituojing yaojie).  El enfoque de Ouyi Zhixu sobre la práctica de la Tierra Pura hace hincapié en la interacción dinámica entre el «otro poder» de Amitabha y el «autopoder» de los esfuerzos del practicante. El concepto de «resonancia simpática» (ganying), que se basa en la idea de que todos los fenómenos son manifestaciones de la Mente Una (Dharmakaya), es fundamental en sus enseñanzas. Para Ouyi, la forma más eficaz de alcanzar el despertar es a través del nianfo (recogimiento de Buda), una práctica que, en su opinión, armoniza el Zen y las tradiciones escriturales.  Presenta un modelo triple de práctica nianfo: (1) contemplar al Buda externo, (2) meditar en la naturaleza búdica intrínseca de uno mismo, y (3) fusionar ambas en una contemplación simultánea. Ouyi afirma que el propio nombre de Buda es portador del poder de la naturaleza iluminada de Amitabha, lo que permite incluso a quienes tienen mentes dispersas plantar las semillas del despertar con sólo oírlo o recitarlo. Esto refleja su convicción de que el poder compasivo de Amitabha trasciende el esfuerzo individual, asegurando que todos los seres puedan formar una afinidad con el camino de la Tierra Pura.

### Prácticas textuales
Además del arrepentimiento, las prácticas textuales centradas en la devoción al Sutra del Loto son también una parte importante de la práctica Tiantai. El Tiantai hace hincapié en la veneración del propio Sutra del Loto como texto sagrado, tratándolo a menudo como la encarnación de Buda. Se cree que prácticas como copiar el sutra (o patrocinar tal acto), recitarlo (como práctica solitaria o en grupo), enseñarlo o escuchar sus enseñanzas y realizar actos devocionales relacionados generan mérito y sabiduría. A través de estas prácticas, el budismo Tiantai pretende equilibrar el conocimiento meditativo con la devoción ritual, ofreciendo un camino completo hacia la iluminación.
El propio Sutra del Loto hace hincapié en el mérito de leer, recitar, copiar y enseñar el texto. De acuerdo con esto, Zhiyi estableció ritos de recitación que incorporaban elementos rituales como ofrendas, cantos en grupo, postración y purificación ritual. El aspecto devocional de estos ritos destaca la creencia de que el Sutra del Loto encarna la presencia y la sabiduría de Buda. Las prácticas relacionadas incluían visualizaciones de budas y bodhisattvas o incluso actos extremos de autosacrificio para demostrar devoción (como quemarse los dedos o copiar el sutra con la propia sangre).

### Esoterismo
Desde la época de Zhiyi, el budismo Tiantai se basó en prácticas budistas esotéricas, especialmente en la práctica de recitar dhāraṇīs. En concreto, Zhiyi escribió el Fangdeng sanmei xingfa 方等三 昧行法 (Método para practicar el Vaipulya Samādhi, T. 1940) y el Qing Guanyin chan fa 請觀音懺法 (Método para el arrepentimiento mediante la invocación de Avalokiteśvara), que se basan en el Mahāvaipulya- dhāraṇī sūtra y el Qing Guanshiyin pusa xiaofudu hai tuoluoni zhou jing 請觀世音菩薩消伏毒害陀羅尼咒經 (Hechizo. Scripture of the Dhāraṇī for Invoking Avalokiteśvara Bodhisattva in Order to Get Rid of Poisonous Vexations) respectivamente. Tradicionalmente, los budistas Tiantai también recitaban muchos otros dhāraṇī y mantras clásicos que se utilizan en todo el budismo chino, incluidos los Diez Pequeños Mantras, el Dhāraṇī de la Gran Compasión y el Mantra Shurangama.
Durante la dinastía Song, el Tiantai chino también adoptó diversos elementos del budismo esotérico chino, un desarrollo que condujo a rituales más complejos como las formas Tiantai del Rito de Liberación del Agua y la Tierra y también los Rituales Tiantai de Alimentación de Fantasmas.